# Ditrichaceae
Le Ditricacee (Ditrichaceae Limpr., 1887) sono una famiglia di muschi, unica famiglia dell'ordine Ditrichales .

## Tassonomia
La famiglia comprende 156 specie nei seguenti generi:
- Astomiopsis Müll. Hal., 1882
- Bryomanginia Thér.,1931
- Ceratodon Brid., 1826
- Cheilothela Lindb., 1878
- Cladastomum Müll. Hal., 1898
- Cleistocarpidium Ochyra & Bedn.-Ochyra, 1996
- Crumuscus W.R.Buck & Snider, 1992
- Cygniella H.A. Crum, 1986
- Ditrichopsis Broth., 1924
- Ditrichum Timm ex Hampe, 1867
- Kleioweisiopsis Dixon, 1920
- ×Pleuriditrichum A.L.Andrews & F.J.Herm., 1959
- Pleuridium Rabenh., 1848
- Pseudephemerum (Lindb.) I.Hagen, 1910
- Rhamphidium Mitt., 1869
- Skottsbergia Cardot, 905
- Strombulidens W.R. Buck, 1981
- Trichodon Schimp., 1856
- Tristichium Müll. Hal., 1879
- Wilsoniella Müll. Hal., 1881

Sono inoltre noti i seguenti generi fossili:
- † Ditrichites Kuc, 1974
- † Ignatievia Ignatov, 1990